# هادی نوری
هادی نوری (زاده ۲۱ فروردین ۱۳۶۷ در اصفهان) عضو تیم ملی تیر و کمان پارالمپیک اهل ایران است. وی موفق به کسب سهمیه پارالمپیک ۲۰۲۴ پاریس شده است.از افتخارات وی می‌توان به کسب مدال برنز در مسابقات بازی‌های پاراآسیایی هانگژو چین ۲۰۲۲ اشاره کرد. او در بازی‌های پارالمپیک تابستانی ۲۰۲۴ به همراه فاطمه همتی موفق به کسب مدال نقره ماده تیمی میکس کامپوند شدند.

## افتخارات
- سهمیه پارالمپیک ۲۰۲۴ پاریس در مسابقات جهانی چک ۲۰۲۳.[۹]
- مدال برنز در مسابقات بازی‌های پاراآسیایی هانگژو چین ۲۰۲۲.[۱۰][۱۱]
- دو مدال طلا  تیر و کمان در مسابقات کشورهای اسلامی ترکیه ۲۰۲۲.[۱۲]
- مدال طلا تیر و کمان در مسابقات قهرمانی جهان دبی امارات ۲۰۲۱.
- مدال طلا تیر و کمان در مسابقات قهرمانی جهان هلند ۲۰۱۹.
- مدال نقره تیر و کمان در مسابقات قهرمانی آسیا تایلند ۲۰۱۹.[۱۳]
- مدال نقره بازی‌های پاراآسیایی جاکارتا اندونزی ۲۰۱۸.[۱۴]
- مدال نقره در مسابقات قهرمانی جهان چین ۲۰۱۷.
- سهمیه پارالمپیک ۲۰۱۶ برزیل در مسابقات جهانی آلمان ۲۰۱۵.[۱۵]
- دو مدال طلا بازی‌های پاراآسیایی اینچئون ۲۰۱۴.[۱۶]